# 荒井村 (福島県信夫郡)
荒井村（あらいむら）は福島県信夫郡にあった村。現在の福島市西地区の一部（荒井および荒井北一 - 三丁目）にあたる。

## 地理
- 河川：荒川

## 歴史
- 1889年（明治22年）4月1日 - 町村制の施行により荒井村が単独で自治体を形成。
- 1955年（昭和30年）3月31日 - 福島市に編入。同日荒井村廃止。